# Kampioenschap van Vlaanderen 2005
Il Kampioenschap van Vlaanderen 2005, novantesima edizione della corsa, valido come evento dell'UCI Europe Tour 2005 categoria 1.1, si svolse il 16 settembre 2005 su un percorso di 182,5 km. Fu vinto dall'uzbeco Sergej Lagutin, che terminò la gara in 4h14'00" alla media di 43,11 km/h.
Dei 187 ciclisti alla partenza furono 31 a portare a termine il percorso.

## Ordine d'arrivo (Top 10)
| Pos. | Corridore           | Squadra         | Tempo    |
| ---- | ------------------- | --------------- | -------- |
| 1    | Sergej Lagutin      | Landbouwkrediet | 4h14'00" |
| 2    | Andy De Smet        | Skil-Moser      | a 10"    |
| 3    | Asan Bazaev         | Capec           | s.t.     |
| 4    | Nico Mattan         | Davitamon       | a 21"    |
| 5    | Wouter Van Mechelen | Ch. Jacques     | a 38"    |
| 6    | Kevin Van Impe      | Ch. Jacques     | a 49"    |
| 7    | Peter Ronsse        | Jartazi         | a 1'06"  |
| 8    | Laurens ten Dam     | Shimano         | a 1'10"  |
| 9    | Steven Caethoven    | Ch. Jacques     | a 2'01"  |
| 10   | Remco van der Ven   | Rabobank        | s.t.     |